# 陳朱煌
朱煌，本名陳朱煌，台灣導演、演員，有「台灣苦情戲第一導演」之稱，代表作：《媽媽再愛我一次》。2016年執行導演《春花望露》而成名，

## 電影作品
- 1983年《我的兒子彬彬》
- 1984年《可愛的雨中花》
- 1986年《小小五虎將》
- 1988年《媽媽再愛我一次》
- 1990年《雌雄至尊》
- 1991年《至尊殺手》
- 1992年《世上只有媽媽好》
- 1995年《黑道追緝令》

## 電視作品
- 1999年民視《某大姐》又名《小丈夫 / 小丈夫妻大姐 / 小丈夫秋月》
- 2006年民視《夫妻天註定》
- 2008年《媽媽為我嫁》
- 2009年《娘妻》
- 2009年《媽媽的眼淚》
- 2010年《天涯赤子心》
- 2011年《團圓》
- 2011年《奶奶再愛我一次》
- 2012年《娘心》
- 2014年《後媽的春天》
- 2016年民視《春花望露》